# Bella Akhatovna Akhmadulina
Bella (Izabella) Akhatovna Akhmadulina (tiếng Nga: Белла Ахатовна Ахмадулина, 10 tháng 4 năm 1937 - 29 tháng 11 năm 2010) - là nữ nhà văn, nhà thơ Nga, một trong những nhà thơ trữ tình lớn của Nga nửa cuối thế kỷ 20.

## Tiểu sử
Bella Akhmadulina sinh ở Moskva. Biết làm thơ từ nhỏ, năm 1955 in bài thơ đầu tiên trên báo Комсомольская правда (Sự thật thanh niên). Tốt nghiệp trường viết văn Maxim Gorky năm 1960. Năm 1962 in tập thơ đầu tiên, Струна (Dây đàn), sau đó là các tập Уроки музыки (Những giờ học nhạc, 1970); Стихи (Thơ, 1975); Метель (Bão tuyết, 1977); Свеча (Ngọn nến, 1977); Тайна (Điều bí mật, 1983); Сад (Khu vườn, Giải thưởng Nhà nước Liên Xô năm 1989).
Nét chính của thơ Bella Akhmadulina là nhịp điệu khẩn trương, hình thức tao nhã và sự tiếp tục truyền thống thơ cổ điển. Nhà thơ Joseph Brodsky (giải Nobel Văn học năm 1986) gọi Bella Akhmadulina là "người thừa kế của trường phái thơ Lermontov – Pasternak trong thơ ca Nga". Ngoài thơ sáng tác, Bella Akhmadulina còn là người dịch nhiều nhà thơ cổ điển của Gruzia và là tác giả của nhiều tập sách viết về các nhà thơ lớn như Alexander Sergeyevich Pushkin, Mikhail Yuryevich Lermontov, Anna Akhmatova, Marina Ivanovna Tsvetaeva...
Bella Akhmadulina là hội viên của Hội nhà văn Nga, Hội Văn bút Nga, Hội bạn bè của Bảo tàng Pushkin, thành viên danh dự của Viện Hàn lâm Văn học Nghệ thuật Mỹ. Bà được tặng nhiều giải thưởng của Liên Xô, Nga và nhiều nước khác, trong đó: giải thưởng Nhà nước Liên Xô (1989), giải Nosside (Ý, 1992), giải Independent (Triumph, 1993), giải Pushkin (Đức, 1994). Năm 1984 bà được tặng huân chương Hữu nghị các dân tộc, các năm 1997 và 2007 được tặng huân chương "Vì công lao với Tổ quốc", năm 2004 được tặng Giải thưởng Nhà nước Liên bang Nga.
Bella Akhmadulina là vợ đầu của nhà thơ Yevgeny Yevtushenko, vợ của nhà văn Yury Nagibin, và vợ của nghệ sĩ nhà hát Boris Messarera.
Bella Akhmadulina mất ở Peredelkino, gần Moskva ngày 29 tháng 11 năm 2010.

## Tác phẩm
- Струна (Dây đàn, 1962) tập thơ
- Озноб (Франкфурт, 1968)

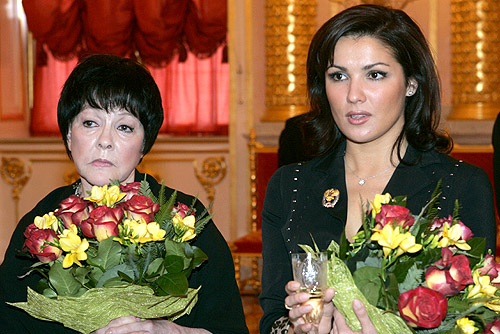
Bella Akhmadulina và Anna Netrebko nhận Giải thưởng Nhà nước ở Điện Kremlin

- Уроки музыки (Những giờ học khác, 1969) tập thơ
- Стихи (Thơ, 1975) tập thơ
- Свеча (Ngọn nến, 1977) tập thơ
- Сны о Грузии (1977, 1979)
- Метель (Bão tuyết, 1977) tập thơ
- альманах «Метрополь («Много собак и собака», 1980)
- Тайна (Điều bí mật, 1983) tập thơ
- Сад (Khu vườn, 1987) tập thơ
- Стихотворения (1988)
- Избранное (1988)
- Стихи (1988)
- Побережье (1991)
- Ларец и ключ (1994)
- Шум тишины (Иерусалим, 1995)
- Гряда камней (1995)
- Самые мои стихи (1995)
- Звук указующий (1995)
- Однажды в декабре (1996)
- Созерцание стеклянного шарика (1997)
- Собрание сочинений в трех томах (1997)
- Миг бытия (1997)
- Нечаяние (стихи-дневник, 1996—1999)
- Возле елки (1999)
- Друзей моих прекрасные черты (2000)
- Стихотворения. Эссе (2000)
- Зеркало. XX век (стихи, поэмы, переводы, рассказы, эссе, выступления, 2000)

## Một vài bài thơ
| Веничке Ерофееву Кто знает - вечность или миг мне предстоит бродить по свету. За этот миг иль вечность эту равно благодарю я мир. Что б ни случилось, кляну, а лишь благославляю легкость: твоей печали мимолетность, моей кончины тишину. Апрель Вот девочки - им хочется любви. Вот мальчики - им хочется в походы. В апреле изменения погоды объединяют всех людей с людьми. О новый месяц, новый государь, так ищешь ты к себе расположенья, так ты бываешь щедр на одолженья, к амнистиям склоняя календарь. Да, выручишь ты реки из оков, приблизишь ты любое отдаленье, безумному даруешь просветленье и исцелишь недуги стариков. Лишь мне твоей пощады не дано. Нет алчности просить тебя об этом. Ты спрашиваешь - медлю я с ответом и свет гашу, и в комнате темно. Не уделяй мне много времени Не уделяй мне много времени, Вопросов мне не задавай. Глазами добрыми и верными Руки моей не задевай. Не проходи весной по лужицам, По следу следа моего. Я знаю - снова не получится Из этой встречи ничего. Ты думаешь, что я из гордости Хожу, с тобою не дружу? Я не из гордости - из горести Так прямо голову держу. Я думала, что ты мой враг Я думала, что ты мой враг, что ты беда моя тяжелая, а вышло так: ты просто враль, и вся игра твоя - дешевая. На площади Манежная бросал монету в снег. Загадывал монетой, люблю я или нет. И шарфом ноги мне обматывал там, в Александровском саду, и руки грел, а все обманывал, всё думал, что и я солгу. Кружилось надо мной вранье, похожее на воронье. Но вот в последний раз прощаешься. В глазах ни сине, ни черно. О, проживешь, не опечалишься, а мне и вовсе ничего. Но как же всё напрасно, но как же всё нелепо! Тебе идти направо. Мне идти налево. | Gửi Venedict Erofeev Ai biết được – giây lát hay lâu dài Mà em trên thế gian này thơ thẩn Dù giây lát hay vĩnh hằng em vẫn Sẽ mang ơn cả thế giới điều này. Dù điều gì xảy ra thì em vẫn Xin mang ơn cái vẻ rất nhẹ nhàng Vẻ thoáng qua trong nỗi buồn của anh Và tĩnh lặng của em ngày cuối tận. Tháng tư Khi các cô gái chỉ khao khát tình Các chàng trai muốn đi vào chiến dịch Trong tháng tư, khi đổi thay thời tiết Làm cho người gần lại với nhau hơn. Ô, mặt trăng mới, ô, ông vua mới Anh đi tìm một chỗ đứng cho mình Đôi khi anh rất rất hào phóng làm ơn Làm xiêu lịch vì những điều ân xá. Anh ra tay giúp đỡ những dòng sông Khoảng cách bất kỳ làm cho gần lại Anh trao ánh sáng cho kẻ điên cuồng Chữa lành bệnh cho những người già cả. Chỉ không có cho em lòng thương hại Thiếu lòng tham để đi hỏi điều này Anh hỏi – và em chậm câu trả lời Em tắt đèn, trong phòng rất tăm tối. Đừng dành cho em quá nhiều thời gian Và đừng hỏi gì em nhiều anh nhé. Những ánh mắt dịu dàng và chung thủy Đừng để chạm vào bàn tay em. Đừng đi trên những đồng cỏ mùa xuân Theo dấu vết của bàn chân em nhé. Em biết rằng sẽ không bao giờ nữa Gặp gỡ này tất cả chỉ bằng không. Anh có nghĩ rằng, em vì kiêu hãnh Mà đi chơi, mà kết bạn với anh? Không phải thế - mà em vì đau đớn Giữ thẳng mái đầu và chỉ nhìn ngang. Em từng nghĩ anh là kẻ thù của em Là điều tai họa nặng nề quá đỗi Thế mà hóa ra chỉ là gian dối Trò chơi của anh: thật quá rẻ tiền. Anh đã từng đứng trên quảng trường Đã từng ném đồng xu vào tuyết Rồi bằng đồng xu đoán già đoán non Liệu em có yêu anh không biết. Và anh quấn khăn vào chân cho em Và ở trong khu vườn Aleksandr ấy Anh sưởi ấm bàn tay và nói dối Và anh nghĩ rằng em đang dối anh. Có một điều gian dối vây quanh em Giống như là quạ khoang. Nhưng trong lần giã biệt cuối cùng Đôi mắt anh không đen, cũng chẳng xanh. Ôi, anh sống không hề buồn bã Còn em cũng không làm sao cả. Nhưng tất cả thật uổng phí làm sao Nhưng tất cả thật nhảm nhí biết bao! Anh đi về bên trái Còn em đi về bên phải. Bản dịch của Nguyễn Viết Thắng. |